# Lee (Nuevo Hampshire)
Lee es un pueblo ubicado en el condado de Strafford en el estado estadounidense de Nuevo Hampshire. En el Censo de 2010 tenía una población de 4.330 habitantes y una densidad poblacional de 82,92 personas por km².

## Geografía
Lee se encuentra ubicado en las coordenadas 43°7′7″N 71°0′23″O / 43.11861, -71.00639. Según la Oficina del Censo de los Estados Unidos, Lee tiene una superficie total de 52.22 km², de la cual 51.68 km² corresponden a tierra firme y (1.04%) 0.54 km² es agua.

## Demografía
Según el censo de 2010, había 4.330 personas residiendo en Lee. La densidad de población era de 82,92 hab./km². De los 4.330 habitantes, Lee estaba compuesto por el 93.83% blancos, el 0.9% eran afroamericanos, el 0.07% eran amerindios, el 2.93% eran asiáticos, el 0.02% eran isleños del Pacífico, el 0.28% eran de otras razas y el 1.96% pertenecían a dos o más razas. Del total de la población el 1.62% eran hispanos o latinos de cualquier raza.